# Jakob Haas (Jurist)
Jakob Haas (geboren in der ersten Hälfte des 13. Jahrhunderts; bezeugt 1235–1248) war ein in Bozen tätiger Südtiroler Notar, der aufgrund seiner erhalten gebliebenen Urkundenregister (Imbreviaturen) von 1237 und 1242 bedeutsam für die Geschichte des mittelalterlichen Notariats ist.

## Leben und Wirken

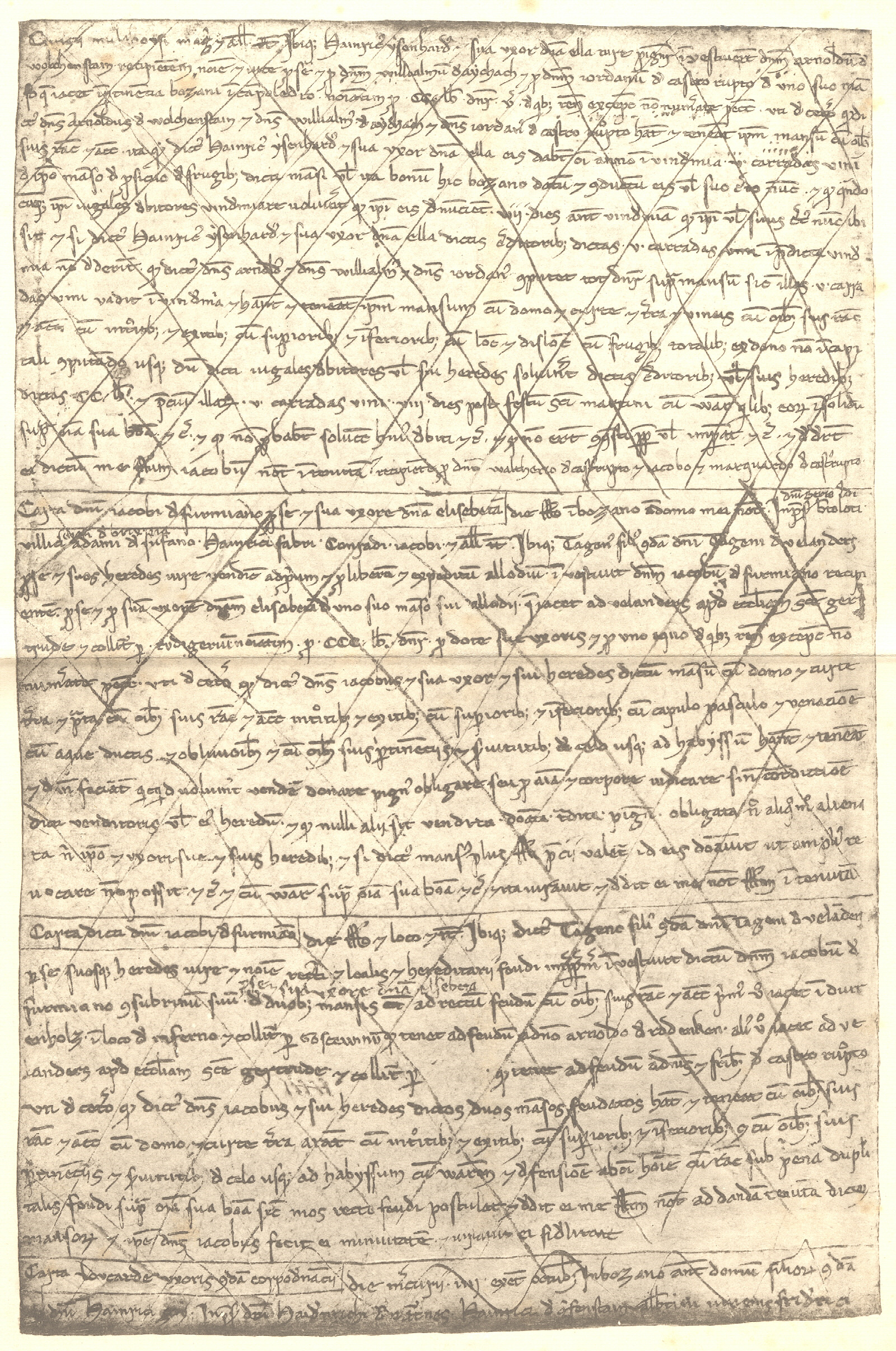
Pergamentblatt aus der Imbreviatur von Jakob Haas von 1237

Über die Biographie von Jakob Haas ist nicht allzu viel bekannt. Erstmals ist sein Wirken 1235 urkundlich fassbar, wie eine im Tiroler Landesarchiv überlieferte Notarsurkunde von seiner Hand und mit seinem Signet erweist. Die spätesten von ihm bekannten Beurkundungen stammen von 1245 bzw. 1248.
In den Urkunden bezeichnet sich Jakob Haas selbst als Notar König Heinrichs VII., wobei diese Autorisierungsformel nicht unbedingt als direkte Ernennung durch den Stauferherrscher zu gelten hat, sondern wohl als bloß übernommene Titulatur gewertet werden muss. Notar Jakobs Schreibname Haas ist 1241 latinisiert als Hazus und 1247 als Hasus urkundlich belegt. Auch die zahlreichen Germanismen seiner Texte wie etwa Hube, Morgengabe, werchmaister (Verwalter) oder zolnarius (Zöllner) machen wahrscheinlich, dass es sich um einen deutschsprachigen Notar handelte.
Räumlich wirkte Haas hauptsächlich in Bozen und Umgebung, so sind von ihm in Unterinn und Stein am Ritten, in St. Pauls in Eppan und in Trient ausgefertigte Urkunden überliefert. Die Nähe zum Trienter Bischofshof und dessen kultureller Einfluss waren für sein Wirken, so wie für andere Bozner Notare seiner Zeit, bestimmend.
Seine wichtigsten Erzeugnisse sind die drei überlieferten Notarsregister von 1237 (Codex B: Juni–Dezember) und 1242 (Codex C: Jänner–April; Codex D: Juni–Dezember), heute alle verwahrt am Staatsarchiv Trient, während weitere Imbreviaturen von seiner Hand nur durch Erwähnung bezeugt sind (1238, 1241 und 1245). Jeweils auf Pergament geschrieben, enthalten sie Hunderte von Rechtshandlungen aus Bozen, die detailreich die wirtschaftlichen, sozialen und rechtlichen Verhältnisse ihrer Zeit dokumentieren und hauptsächlich Grundstücksverleihungen und -verkäufe sowie Schuldsachen betreffen. Sie wurden von den Historikern Hans von Voltelini 1899 und Franz Huter 1951 in monumentalen Editionen der Forschung erschlossen. Die Eigenart dieser Protokolle besteht darin, dass die Urkundeninhalte nur stark verkürzt eingetragen wurden, wogegen nur die Ausfertigungen in Urkundenform – die kaum überliefert sind – den vollen Wortlaut bieten. Wenn aus den Kurzeintragungen der Imbreviaturen Vollausfertigungen erfolgt sind, so hat dies der Notar durch diagonale Durchstreichungen (sog. Kanzellierung) der Protokollaufzeichnung kenntlich gemacht. Doch gibt sich das von Haas verwendete Formular auch in der verkürzten Form deutlich zu erkennen und ist laut Forschungsmeinung sowohl von der älteren langobardischen Charta als auch von der Lex Baiuvariorum bzw. deutschrechtlich geprägt. In der jüngeren Forschung gilt Jakob Haas hingegen als wichtiger Beleg für die Zwischenstellung des Südtiroler Raums im säkularen Prozess des hoch- und spätmittelalterlichen Kulturtransfers von Oberitalien nach Süddeutschland, der neben dem Notariat etwa auch im frühen Kreditwesen sowie architektonisch und kunstgeschichtlich zu beobachten ist.
Auch das Weistum der Bozner Eisackbrücke von 1239 wurde von Jakob Haas geschrieben und ausgefertigt.